# فاتشارك
فاتشارك (بالإنجليزية:Fatshark)، هي شركة سويدية مستقلة لإنتاج ألعاب الفيديو، أسست الشركة سنة 2008 في العاصمة السويدية استوكهولم.

## الموقع الخارجي
- الموقع الرسمي (الإنكليزية)